# تشيروبتيريس
تشيروبتيريس هو جنس منقرض كان يعيش منذ العصر البرمي وحتى العصر الثلاثي.

## الموقع
في البرازيل، تقع حفريات جنس تشيروبتيريس في المناطق الصخرية الناتئة في بلدية سانت جيروم وماريانا بيمنتل. فضلاً عن وجودها في الحديقة البيولوجية باليوروتا الموجودة في تشكيل ريو بونيتو ويرجع تاريخها إلى العصر السكماري الذي ينتمي إلى العصر البرمي.